# Джін Прогоні
Джін Прогоні (лат. Ginius ) був архонтом (або лордом) Круї, розташованої на території сучасної Албанії, з бл. 1198 до його смерті в 1208.  Він змінив свого батька, Прогона з Круї, ставши другим правителем Арбанонського князівства. Під час свого правління він контролював території навколо Ельбасана та фортеці Крує. Він також підтримував добрі зв'язки з Епірським деспотатом через венеціанську загрозу в північному Епірі. Ґїна змінив його молодший брат Дхімітер Прогоні .